# Monika Szpiczakowska
Monika Maria Szpiczakowska – polska językoznawczyni, dr hab. nauk humanistycznych, adiunkt Katedry Współczesnego Języka Polskiego Wydziału Polonistyki Uniwersytetu Jagiellońskiego.

## Życiorys
W 1986 obroniła pracę doktorską Sposoby wyrażania czasu przeszłego we współczesnym języku polskim, 9 maja 2002 habilitowała się na podstawie pracy zatytułowanej Fonetyczne i fleksyjne cechy języka "Pana Tadeusza" Adama Mickiewicza na tle normy językowej XIX w. Była zatrudniona na stanowisku adiunkta w Katedrze Współczesnego Języka Polskiego na Wydziale Polonistyki Uniwersytetu Jagiellońskiego.